# Jan de Baen
Jan de Baen (Haarlem, 20 de fevereiro de 1633 — Haia, 1702) foi um pintor de retratos holandês que viveu durante o Século de Ouro dos Países Baixos. Ele foi aluno do pintor Jacob Adriaensz Backer em Amsterdã, de 1645 a 1648. Ele também trabalhou para Carlos II da Inglaterra, em seu exílio holandês, e de 1660 até sua morte, viveu e trabalhou em Haia. Seus retratos eram populares em sua época e ele pintava as pessoas mais ilustres do seu tempo.

## Biografia
Jan de Baen nasceu no dia 20 de fevereiro de 1633 em Haarlem, Holanda, República Holandesa. Depois que seus pais morreram quando ele era criança, vivia com seu tio Hinderk Pyman (ou Piemans) em Emde. Jan de Baen recebeu suas primeiras aulas de pintura de seu tio, que também era pinto. A partir de 1645-1648 viveu em Amsterdã, onde ele foi aluno do pintor Jacob Adriaensz Backer.
Depois de completar seu treinamento, Baen trabalhou para a corte exilada de Carlos II da Inglaterra, mas durante a Restauração Inglesa de 1660 não seguiu seu patrono, mas mudou-se para Haia, onde trabalhou como pintor de retratos pelo resto da sua vida. O Eleitor de Brandemburgo pediu-lhe para trabalhar em sua corte em Berlim, mas ele se recusou este convite. Ele foi o professor de seu filho, o pintor Jacobus de Baen, e de Johann Friedrich Bodecker, Denys Godijn, Henry de Limborch, Nicolaes Ravesteyn, Petro van Rijs, Jan van Sweel e Johannes Vollevens.
Ele morreu em 1702, em torno de seu 69º aniversário e foi sepultado em Haia, em 8 de março de 1702. Em seu esboço biográfico sobre Jan de Baen, Arnold Houbraken afirma que ele ensinou pintura ao seu filho James, que morreu aos 27 anos.